# Canadian Associated Aircraft
Pour les articles homonymes, voir CAA.

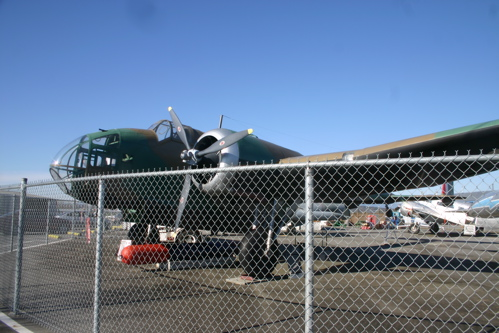
Hampden restauré au Canadian Museum of Flight à Langley (Colombie-Britannique).

Le Canadian Associated Aircraft (CAA) était un projet conjoint canado-britannique visant à construire l'avion Handley Page Hampden à la fin des années 1930. Au cours de la période qui a précédé la Seconde Guerre mondiale, Fairchild Aircraft Ltd. (en) s'est associé à cinq autres sociétés canadiennes pour créer en 1938 ce consortium, qui comprenait trois sociétés aéronautiques ontariennes et trois québécoises (Canadian Car & Foundry Co., Canadian Vickers, Fleet Aircraft, National Steel Car Corporation et Ottawa Car & Aircraft).
Il devait servir de « projet éducatif » destiné à l'industrie aéronautique canadienne afin de fournir l'expertise nécessaire à la construction du bombardier à quatre moteurs Short Stirling pour l'effort de guerre. La commande de ce dernier fut finalement remplacée celle de l'Avro Lancaster. Le consortium s'est dissous en 1942, chacune des compagnies poursuivant ses propres contrats de défense.

## Activités
Le consortium reçu comme mission de construire 160 des 1 430 Hampden destinés à la Royal Air Force, Fairchild s'occupant principalement de l’empennage. Sur les 160 construits, 84 furent expédiés par voie maritime vers la Grande-Bretagne, les autres étant arrivés à Patricia Bay (aéroport de Victoria), en Colombie-Britannique, pour mettre en place le groupe aérien no 32 (RAF). En raison de nombreux accidents, un certain nombre d'Hampden usagés furent ensuite transportés par voie aérienne du Royaume-Uni à Pat Bay en remplacement.

## Usines
Les deux usines du consortium :
- À l'aéroport de Saint-Hubert, Québec
- À Malton (Mississauga), Ontario – acheté par Victory Aircraft durant la Seconde Guerre mondiale, puis par Avro Canada (en)

## Survivant
Dans les années 1980, le Musée canadien de l'aviation a sauvé la carcasse du Hampden AN136 qui se trouvait sur le mont Tuam sur l’île Saltspring. Plus tard, le musée fit la même chose avec le N132 écrasé au sommet d'une montagne situé près d’Ucluelet, en Colombie-Britannique. En 1985, c'est l’Hampden Mk I P5436, qui s'écrasa après 100 heures de vol près de Patricia Bay le 15 novembre 1942 en effectuant un entraînement au largage de torpilles, qui fut récupéré. Combinant les trois carcasses, un long projet de reconstruction aboutit au dévoilement du composite P5436 Hampden exposé maintenant au musée.